# Ambassade du Lesotho en Allemagne
L'ambassade du Lesotho en Allemagne est la représentation diplomatique du royaume du Lesotho en République fédérale d'Allemagne. Elle est située à Berlin et son ambassadeur est, depuis le 15 décembre 2017, Retselisitsoe Calvin Masenyetse. L'ambassade du Lesotho en Allemagne est accréditée auprès de la France.

## Ambassade
L'ambassade est située à Berlin.

## Ambassadeurs du Lesotho en Allemagne
Depuis le 15 décembre 2017, l'ambassadeur du Lesotho en Allemagne est Retselisitsoe Calvin Masenyetse. Il a remis ses lettres de créances au président de la République française le 31 août 2018.